# Bristning
Bristning (även ruptur -er) i huden innebär linjer på huden som bildas när huden inte "hinner med" växten av annan vävnad under. Bristningarna kan vara olika långa, men brukar sällan vara mer än 10 millimeter breda. 
Bristningar uppkommer vid övervikt, hård styrketräning (snabb ökning av muskelmassa), fetma och i puberteten, samt vid graviditet eller viktnedgång. Bristningar är i sig ofarliga, men kan för somliga orsaka problem av kosmetisk art. De kan i vissa fall orsaka klåda.
Bristningar kan indelas efter vilken färg de har, striae rubra (röda), striae alba (vita), och striae purpurae (lila). Färgen beror på var i hudlagret bristningen uppstått och hur gammal (ärrad) den är.
Purpurfärgade striae, i synnerhet på buken eller höfterna, kan vara ett tecken på hyperkortisolism, exempelvis genom medicinering, eller Cushings syndrom, och beror delvis på att huden blir tunn och skör av de höga kortisolvärdena. Striae uppstår också av andra problem med binjurebarken.

## Tecken och symtom
Striae, eller "bristningar", visar sig först som rödaktiga eller lila skador som kan uppstå var som helst på kroppen, men de uppstår oftast där mest fett ansamlas. De förekommer oftast på buken (särskilt nära naveln), brösten, axlarna, överarmarna, armhålorna, ryggen, höfterna (både inre och yttre), låren och skinkorna. Med tiden förtvinar de och förlorar pigmentering. De drabbade områdena verkar ihåliga och mjuka vid beröring.
De kan (men inte alltid) orsaka brännande och kliande känslor samt känslomässiga besvär. De utgör i sig ingen hälsorisk och påverkar inte kroppens förmåga att fungera och återhämta sig normalt. Vissa människor tycker dock inte om hur bristningar ser ut. De förekommer oftast hos unga kvinnor som ofta söker behandling hos en hudläkare efter graviditet.
Hudbristningar uppträder i dermis, det elastiska mellanlagret av vävnad som hjälper huden att hålla sin form. Hudbristningar bildas inte så länge dermis stöder huden; stretching påverkar var hudbristningar uppträder och från vilket håll de kommer. 

## Förebyggande åtgärder
Kollagen och elastin är proteiner i huden som ger styrka, fasthet och elasticitet och hjälper uttänjd hud att återgå till sitt ursprungliga skick. Ökad kollagen- och elastinproduktion hjälper till att förebygga hudbristningar. Hudbristningar kan också uppstå på grund av näringsbrist. Att äta livsmedel som främjar hudens hälsa, t.ex. zinkrika livsmedel, proteinrika livsmedel och livsmedel med högt innehåll av vitamin A, C och D, kan hjälpa till att bli av med hudbristningar. En systematisk granskning fann inga bevis för att krämer och oljor är användbara för att förebygga eller minska hudbristningar under graviditeten.